# Вальтер Зігель
Вальтер Зігель (нім. Walter Sigel; 12 січня 1906, Ульм — 8 травня 1944, Тронгейм) — німецький офіцер, оберст люфтваффе (1943). Кавалер Лицарського хреста Залізного хреста з дубовим листям.

## Біографія
Здобув торгову освіту. В 1934 році вступив до 10-го піхотного полку. В 1935 році переведений в люфтваффе. 1 травня 1939 року призначений командиром 1-ї групи 76-ї ескадри пікіруючих бомбардувальників, керував її підготовкою до війни. Під час навчань 15 серпня 1939 року через раптовий сильний туман розбилися 13 його літаків і загинуло 26 осіб. Учасник Польської і Французької кампаній. З 9 липня 1940 року — командир 1-ї групи 3-ї ескадри пікіруючих бомбардувальників. Під час битви за Британію керував нальотами на британський флот, де його підлеглі потопили і пошкодили кілька кораблів супротивника. Учасник Балканської кампанії, причому 24 квітня 1941 року льотчики групи Зігеля потопили 3 транспорти загальною водотоннажністю 11 000 тонн. З 1 вересня 1941 року — командир 3-ї ескадри пікіруючих бомбардувальників, діями якої керував в Середземномор'ї і Північній Африці. Провів операцію проти британського конвою «П'єдестал»: з 14 транспортів на Мальту прибули лише 5. 1 квітня 1943 року залишив командування ескадрою і з 1944 року служив в штабі командувача-генерала ПС у Норвегії. 8 травня 1944 року літак Fi.156, на якому летів Зігель, зачепив лінію високовольтної передачі і впав у воду; весь екіпаж загинув.

## Нагороди
- Нагрудний знак пілота
- Медаль «За вислугу років у Вермахті» 4-го класу (4 роки)
- Залізний хрест
  - 2-го класу (17 вересня 1939)
  - 1-го класу (20 червня 1940)
- Авіаційна планка бомбардувальника в золоті
- Лицарський хрест Залізного хреста з дубовим листям
  - лицарський хрест (21 липня 1940)
  - дубове листя (№ 116; 2 вересня 1942)
- Німецький хрест в золоті (24 квітня 1942)
- Відзначений у Вермахтберіхт (21 червня 1942)